# Gare de Rougemont
Ne doit pas être confondu avec Rougemont - Chanteloup (tramway d'Île-de-France).
La gare de Rougemont est une gare ferroviaire situé sur le territoire de la commune suisse de Rougemont, dans le canton de Vaud.

## Situation ferroviaire
Établie à 991,9 mètres d'altitude, la gare de Rougemont est située au point kilométrique 39,32 de la ligne de Montreux à Lenk im Simmental.
Elle est dotée de trois voies et de deux quais centraux.

## Histoire
La gare de Rougemont a été mise en service en 1903, en même temps que la section de Château-d'Œx à Gstaad, ouverte le 20 décembre 1904,,.

## Service des voyageurs

### Accueil
Gare du MOB, elle est dotée d'un bâtiment voyageurs et d'un distributeur automatique de titres de transport. Elle n'est pas accessible aux personnes à mobilité réduite.

### Desserte
La gare de Rougemont est desservie toutes les heures par un train du MOB reliant Montreux à Zweisimmen.

### Intermodalité
La gare de Rougemont est en correspondance la télécabine Rougemont - La Videmanette, située à environ 6 minutes à pied de la gare.

## Projets
Le changement d'horaire de décembre 2020 a vu changer la desserte MOB sur la ligne de Montreux à Zweisimmen. La gare est désormais desservie toutes les heures par des trains Regio parcourant la ligne. L'étape suivante est la mise en service de trains panoramiques GoldenPass accélérés circulant dans un sillon horaire supplémentaire. La mise en service de ces trains a finalement été reportée à décembre 2022 en raison de retard dans la construction des bogies à écartement variables ainsi que par la baisse de la fréquentation touristique induite par la pandémie de Covid-19,.